# Vật Lại
Vật Lại là một xã ngoại thành phía tây Thủ đô Hà Nội, Việt Nam. Đây nguyên là một xã thuộc huyện cũ Ba Vì. Ngày 16 tháng 6 năm 2025, Ủy ban Thường vụ Quốc hội ban hành Nghị quyết số 1656/NQ-UBTVQH15, trong đó sắp xếp toàn bộ diện tích tự nhiên, quy mô dân số của xã Thái Hòa, Phú Sơn, Đồng Thái, Phú Châu, Vật Lại thành xã mới có tên gọi là xã Vật Lại.

## Địa lý
Xã Vật Lại hiện tiếp giáp với xã Cổ Đô ở phía bắc; hai xã Bất Bạt và Quảng Oai ở phía nam; xã Minh Châu ở phía đông với ranh giới tự nhiên là sông Hồng; tỉnh Phú Thọ ở phía tây với ranh giới tự nhiên là sông Đà.